# Ашбертон
Ашбертон (англ. Ashburton River) — річка в регіоні Пілбара у Західній Австралії. Впадає в Індійський океан за 45 км від міста Онслоу. Довжина річки становить близько 680 км.
Середньорічна кількість опадів у басейні річки варіюється від 200 мм у південно-східній частині до 350 мм у північній частині. Річка має велику кількість припливів: невеликих річечок і струмків.
Заплава річки широка, плоска. На берегах відзначена мала кількість рослинності.
Свою сучасну назву річка одержала в 1861 році і названа на честь Вільяма Бінгхема Берінга (англ. William Bingham Baring), другого барона Ашбертона, президента Королівського географічного суспільства з 1860 по 1864 роки. У минулому річка також звалася Керлі (англ. Curlew River).